# Bahnstrecke Brüssel–Charleroi

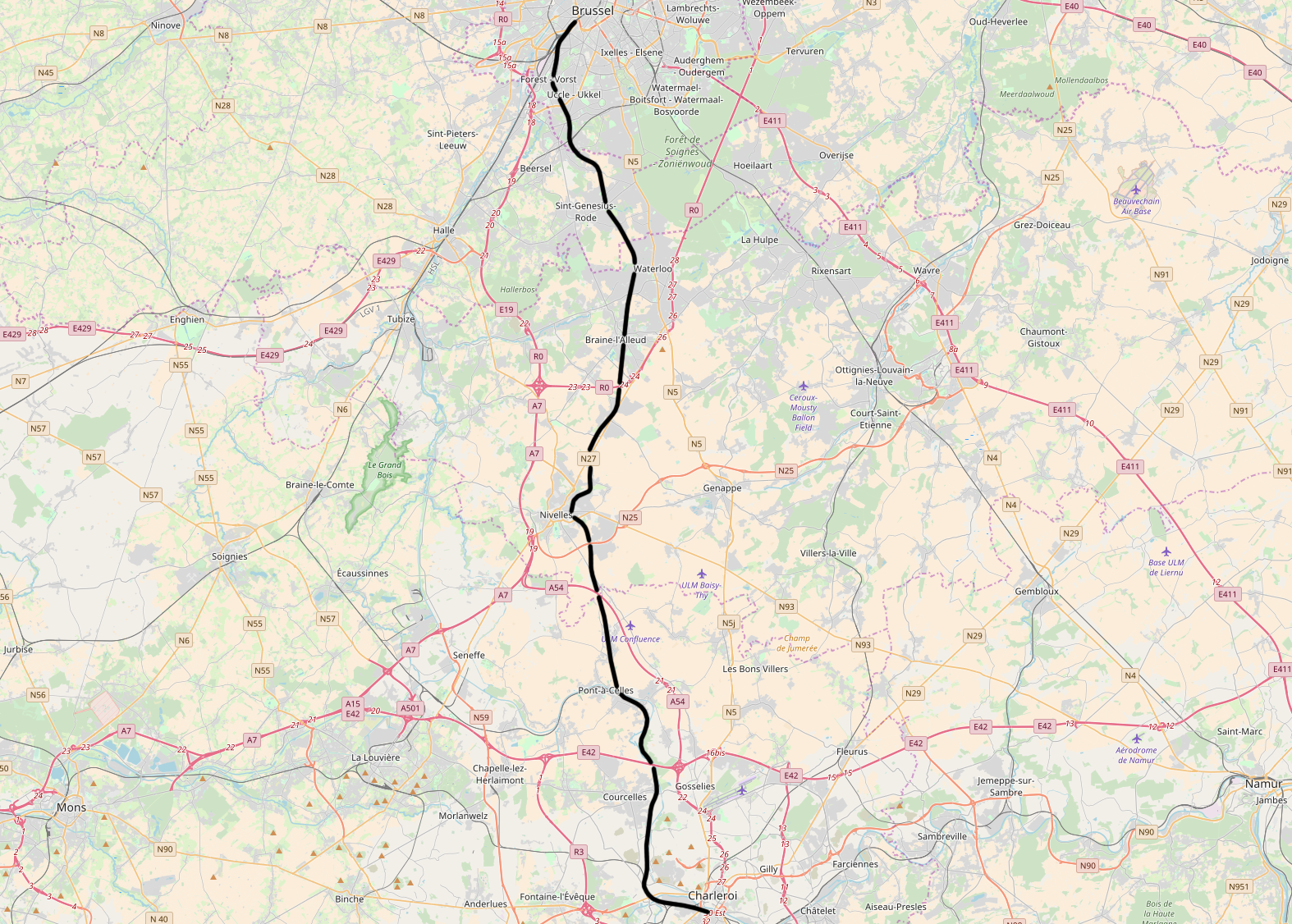
Die Bahnstrecke von Süd-Brüssel bis Süd-Charleroi

Die Bahnstrecke Brüssel–Charleroi verbindet den Brüsseler Agglomerationsraum über Nivelles und Marchienne-au-Pont mit Charleroi.

## Betrieb und Geschichte
Die durch den „Etat Belge“ gebaute Bahnstrecke wurde in mehreren Teilabschnitten eröffnet:
- 23. Oktober 1843: Charleroi–Luttre
- 20. September 1873: Brussel Zuid–Kalevoet
- 22. Dezember 1873: Kalevoet–St Genesius Rode
- 1. Februar 1874: St Genesius Rode–Waterloo
- 10. März 1874: Waterloo–Braine l'Alleud
- 10. April 1874: Braine l'Alleud–Lillois
- 1. Juni 1874: Lillois–Luttre

In den 1940er Jahren wurde die Bahnstrecke elektrifiziert (3 kV).

### Zugverbindungen
- Thalys:
  - Paris-Nord–Marchienne-au-Pont–Charleroi-Sud–Lüttich
- Intercity (D, I, N, alle Linien im Stundentakt):
  - Lille–Marchienne-au-Pont–Charleroi-Sud–Herstal
  - Charleroi-Sud–Brüssel–Antwerpen-Centraal
  - Charleroi-Sud–Brüssel–Antwerpen-Centraal
- InterRegio (a, d, n):
  - Tournai–Marchienne-au-Pont–Charleroi-Sud
  - Jambes–Charleroi-Sud–Brüssel–Antwerpen-Centraal–Essen
- Local Zug (Train L / L-Trein):
  - Nivelles–Brüssel–Antwerpen-Centraal
  - Charleroi-Sud–La Louvière-Centre
  - Braine-l'Alleud–Linkebeek–Aalst